# ملجيت
ملجيت هي جزيرة تقع في البحر الأدرياتيكي وتتبع منطقة دالماسيا في كرواتيا.